# Camponotus cylindricus
Camponotus cylindricus är en myrart som först beskrevs av Fabricius 1798.  Camponotus cylindricus ingår i släktet hästmyror, och familjen myror. Inga underarter finns listade.

## Bildgalleri

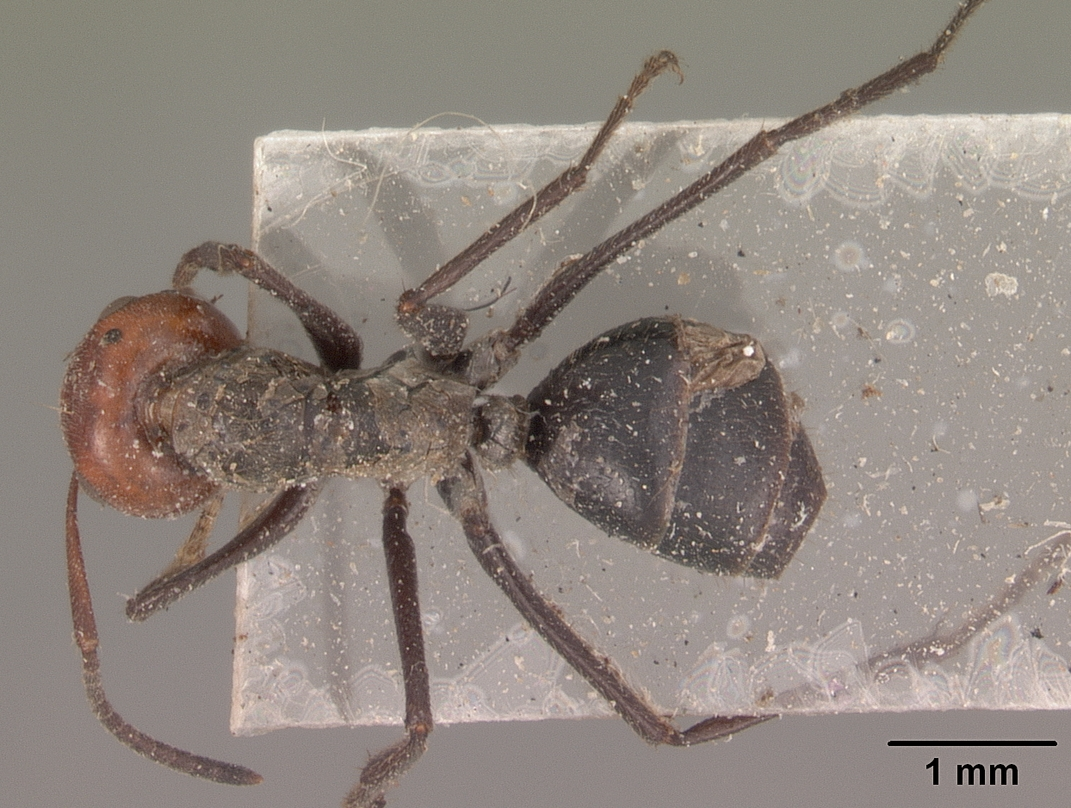
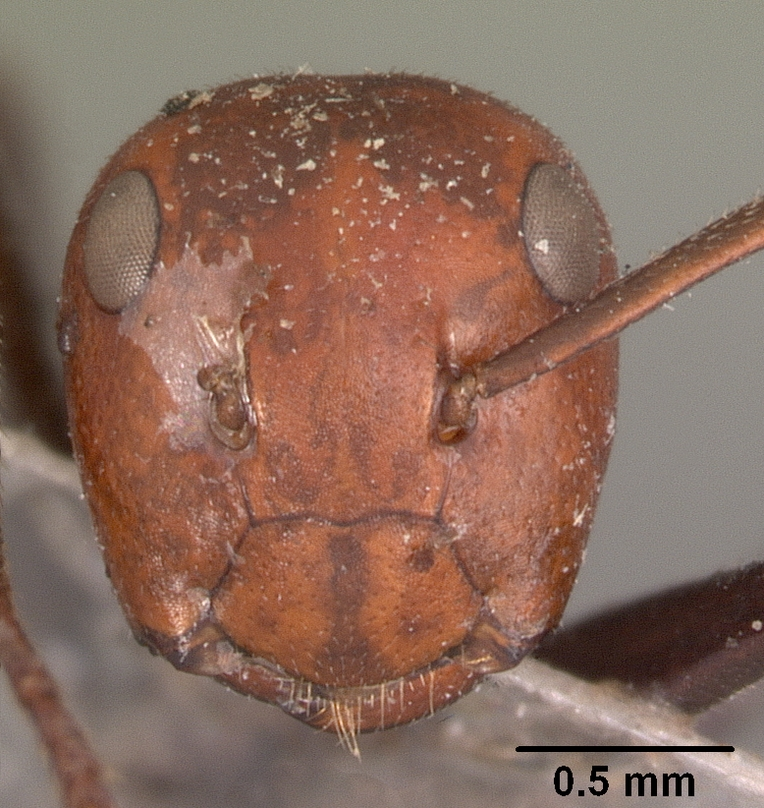
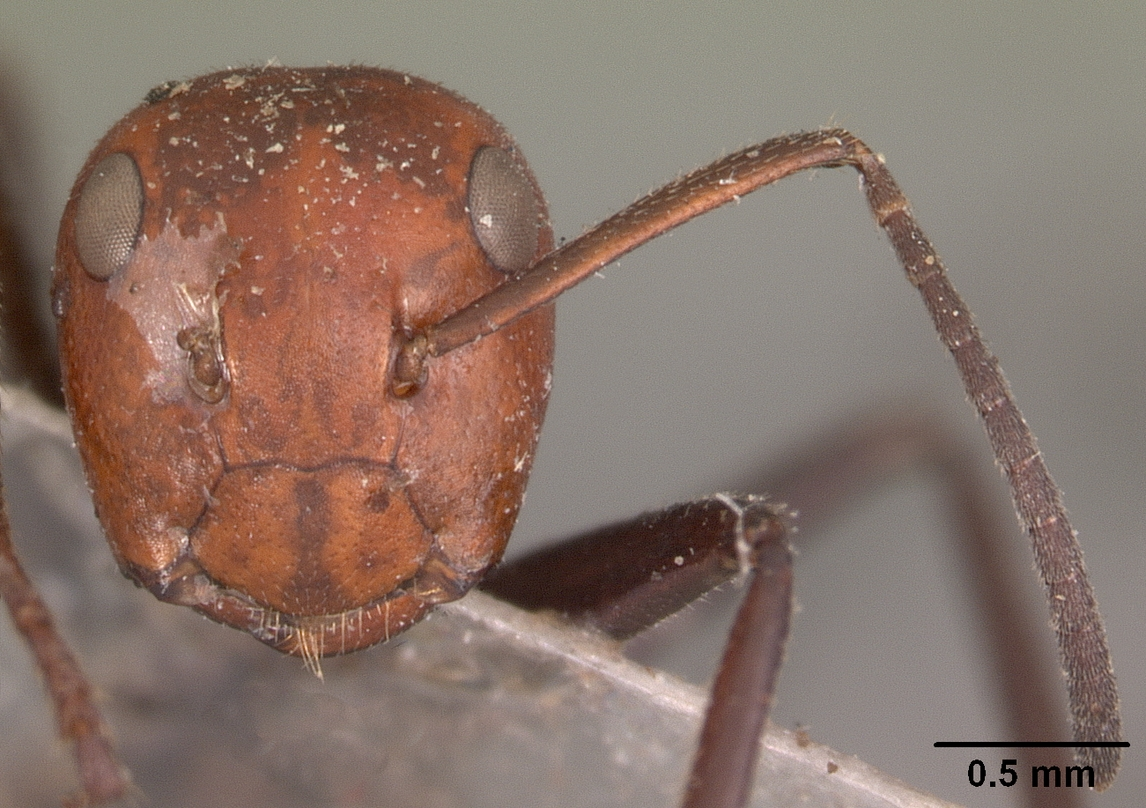
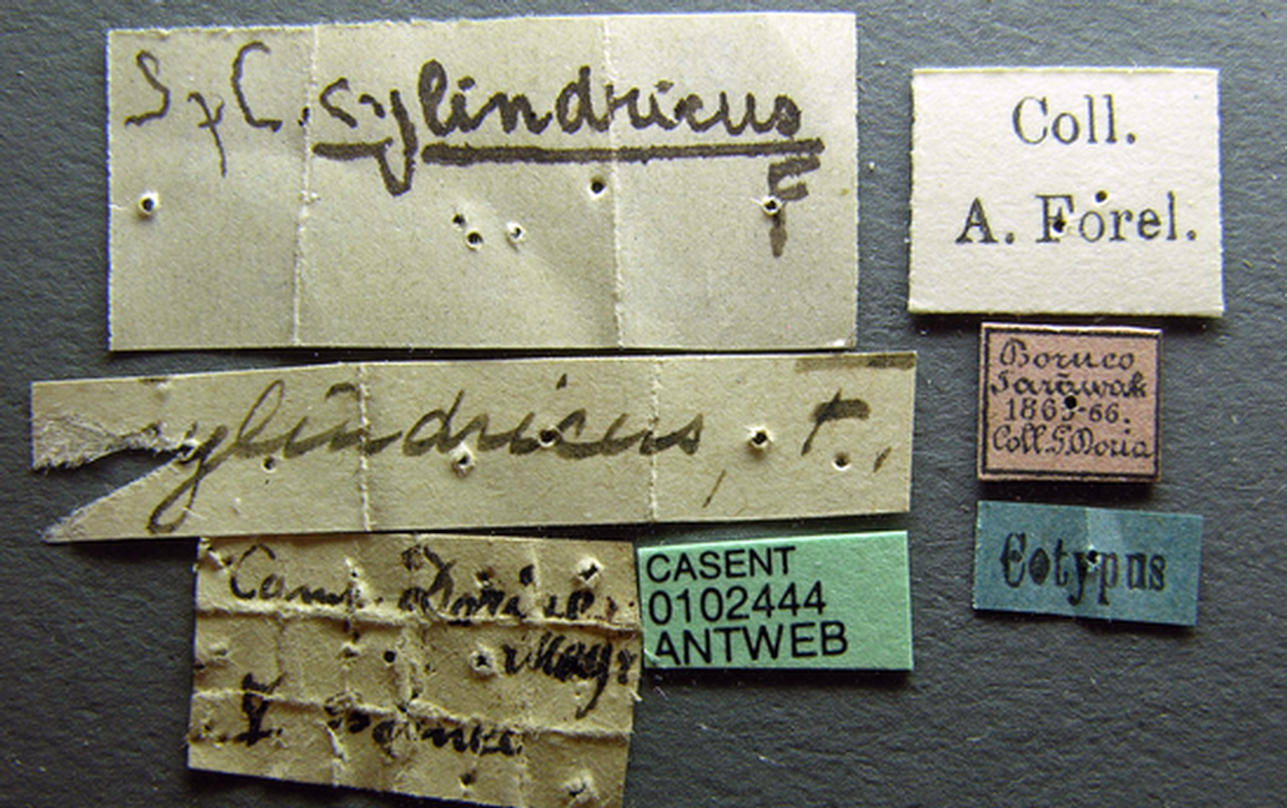
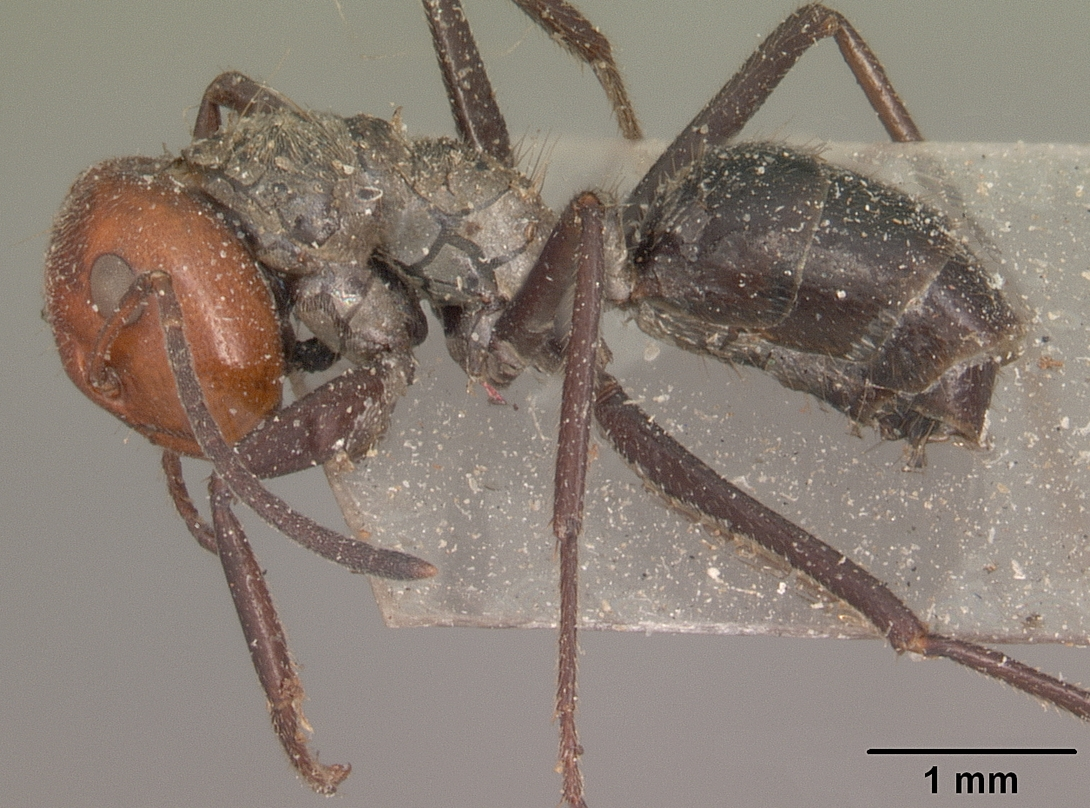